# Thaumastoderma appendiculatum
Thaumastoderma appendiculatum is een buikharige uit de familie Thaumastodermatidae. Het dier komt uit het geslacht Thaumastoderma. Thaumastoderma appendiculatum werd in 1998 voor het eerst wetenschappelijk beschreven door Chang, Lee & Clausen. 